# ITF Women’s World Tennis Tour 2024 (Oktober–Dezember)
In den folgenden Tabellen werden die Tennisturniere des vierten Quartals der ITF Women’s World Tennis Tour 2024 dargestellt.

## Turnierplan
| Kategorien            | Kategorien           |
| World Tennis Tour 25+ | World Tennis Tour 15 |
| --------------------- | -------------------- |
| W100                  | —                    |
| W75                   | —                    |
| W50                   | —                    |
| W35                   | —                    |
| —                     | W15                  |

### Oktober 2024
| Datum 1 | Turnierort                                                    | Siegerin Einzel                 | Siegerinnen Doppel                         |
| ------- | ------------------------------------------------------------- | ------------------------------- | ------------------------------------------ |
| 7.10.   | Cornellà de Llobregat Women’s Tec Cup 2024                    | Olga Danilović                  | Yvonne Cavalle-Reimers Eva Vedder          |
| 7.10.   | Bratislava J&T Banka Slovak Open 2024                         | Mia Pohánková                   | Isabelle Haverlag Jelena Pridankina        |
| 7.10.   | Edmond W75 Edmond 2024                                        | Mary Stoiana                    | Kayla Day Jaimee Fourlis                   |
| 7.10.   | Quinta do Lago The Campus Carby VW Ladies Open 2024           | Kryszina Dsmitruk               | Matilde Jorge Justina Mikulskytė           |
| 7.10.   | Sevilla                                                       | Sinja Kraus                     | Ángela Fita Boluda Ylena In-Albon          |
| 7.10.   | Joué-lès-Tours                                                | Julija Hatouka                  | Sarah Beth Grey Leonie Küng                |
| 7.10.   | Santa Margherita di Pula                                      | Matilde Paoletti                | Anastasia Abbagnato Miriana Tona           |
| 7.10.   | Bakersfield                                                   | Amelia Honer                    | Eryn Cayetano India Houghton               |
| 7.10.   | Cairns                                                        | Destanee Aiava                  | Petra Hule Alana Parnaby                   |
| 7.10.   | Edmonton                                                      | Julie Belgraver                 | Kayla Cross Maribella Zamarripa            |
| 7.10.   | Scharm asch-Schaich                                           | Anastassija Gassanowa           | Mia Mack Vivien Sandberg                   |
| 7.10.   | Iraklio                                                       | Pia Lovrič                      | Simona Ogescu Ioana Teodora Sava           |
| 7.10.   | Zaghkadsor                                                    | Rada Solotarjowa                | Jekaterina Agurejewa Rada Solotarjowa      |
| 7.10.   | Monastir                                                      | Daria Frayman                   | Luisa Meyer auf der Heide Anja Wildgruber  |
| 7.10.   | Mysuru                                                        | Jessie Aney                     | Jessie Aney Riya Bhatia                    |
| 14.10.  | Shrewsbury Lexus W100 Shrewsbury 2024                         | Sonay Kartal                    | Amelia Rajecki Mingge Xu                   |
| 14.10.  | Macon W100 Macon 2024                                         | Anna Blinkowa                   | Sophie Chang Katarzyna Kawa                |
| 14.10.  | Calgary Calgary National Bank Challenger 2024                 | Rebecca Marino                  | Kayla Cross Maribella Zamarripa            |
| 14.10.  | Cherbourg-en-Cotentin Open Féminin 50 2024                    | Anastassija Sacharowa           | Inès Ibbou Naïma Karamoko                  |
| 14.10.  | Kayseri W50 Kayseri 2024                                      | Sarina Dijas                    | Briana Szabó Patricia Maria Țig            |
| 14.10.  | Faro                                                          | Monika Stankiewicz              | Weronika Falkowska Stéphanie Visscher      |
| 14.10.  | Huzhou                                                        | Wong Hong-yi                    | Sofja Lansere Jekaterina Schalimowa        |
| 14.10.  | Santa Margherita di Pula                                      | Nicole Fossa Huergo             | Laura Hietaranta Sapfo Sakellaridi         |
| 14.10.  | Iraklio                                                       | Oleksandra Olijnykowa           | Marie Benoît Jekaterina Makarowa           |
| 14.10.  | Trelew                                                        | Jimar Geraldine Gerald González | Luciana Moyano Camila Romero               |
| 14.10.  | Bol                                                           | Arina Gabriela Vasilescu        | Laura Svatíková Arina Gabriela Vasilescu   |
| 14.10.  | Scharm asch-Schaich                                           | Anastassija Gassanowa           | Mia Mack Vivien Sandberg                   |
| 14.10.  | Huamantla                                                     | Malaika Rapolu                  | Malaika Rapolu Liisa Varul                 |
| 14.10.  | Bengaluru                                                     | Tanisha Kashyap                 | Humera Baharmus Pooja Ingale               |
| 14.10.  | Zaghkadsor                                                    | Kristina Kroitor                | Jekaterina Agurejewa Rada Solotarjowa      |
| 14.10.  | Sant Vicenç de Torelló                                        | Ruth Roura Llaverias            | Joy de Zeeuw Ruth Roura Llaverias          |
| 14.10.  | Monastir                                                      | Nina Radovanovic                | Julia Adams Marcella Cruz                  |
| 21.10.  | Les Franqueses del Vallès W100 Les Franqueses del Vallès 2024 | Anastassija Sacharowa           | Jekaterina Reingold Alina Tscharajewa      |
| 21.10.  | Tyler W100 Tyler 2024                                         | Renata Zarazúa                  | Clervie Ngounoue Alexandra Osborne         |
| 21.10.  | Playford City of Playford International 2024/Damen            | Maddison Inglis                 | Alexandra Bozovic Petra Hule               |
| 21.10.  | Poitiers Internationaux Féminins de la Vienne 2024            | Léolia Jeanjean                 | Anna-Lena Friedsam Céline Naef             |
| 21.10.  | Glasgow Lexus GB Pro-Series Glasgow 2024                      | Simona Waltert                  | Jodie Burrage Freya Christie               |
| 21.10.  | Saguenay Challenger Banque Nationale de Saguenay 2024         | Petra Marčinko                  | Dalayna Hewitt Anna Rogers                 |
| 21.10.  | Kayseri                                                       | Joanna Garland                  | Isabella Barrera Aguirre Abigail Rencheli  |
| 21.10.  | Iraklio                                                       | Jekaterina Makarowa             | Ilinca Amariei Elena Korokozidi            |
| 21.10.  | Santa Margherita di Pula                                      | Carlota Martínez Círez          | Sapfo Sakellaridi Lisa Zaar                |
| 21.10.  | Hilton Head Island                                            | Anastassija Lopata              | Fiona Crawley Makenna Jones                |
| 21.10.  | Qian Daohu                                                    | Guo Hanyu                       | Sofja Lansere Jekaterina Schalimowa        |
| 21.10.  | Loulé                                                         | Leonie Küng                     | Michika Ozeki Lian Tran                    |
| 21.10.  | Trelew                                                        | Victoria Bosio                  | Camila Romero Luciana Moyano               |
| 21.10.  | Scharm asch-Schaich                                           | Zuzanna Pawlikowska             | Alissa Kjummel Jekaterina Makarowa         |
| 21.10.  | Villena                                                       | Joy de Zeeuw                    | Joy de Zeeuw Adrienn Nagy                  |
| 21.10.  | Monastir                                                      | Darja Jessyptschuk              | Julia Adams Esther Adeshina                |
| 21.10.  | Bol                                                           | Nikola Břečková                 | Laura Svatíková Arina Gabriela Vasilescu   |
| 21.10.  | Huamantla                                                     | Malaika Rapolu                  | Ema Burgić Sabastiani León                 |
| 28.10.  | Sydney Perpetual NSW Open 2024                                | Emerson Jones                   | Lizette Cabrera Taylah Preston             |
| 28.10.  | Hamburg Hamburg Ladies Cup 2024                               | Mona Barthel                    | Madeleine Brooks Isabelle Haverlag         |
| 28.10.  | Toronto Tevlin Challenger 2024                                | Louisa Chirico                  | Jamie Loeb Justina Mikulskytė              |
| 28.10.  | Nantes Engie Open Nantes Atlantique 2024                      | Léolia Jeanjean                 | Tyra Caterina Grant Camilla Rosatello      |
| 28.10.  | Norman                                                        | Anna Rogers                     | Jessica Failla Maribella Zamarripa         |
| 28.10.  | Loughborough                                                  | Susan Bandecchi                 | Valentini Grammatikopoulou Elena Malõgina  |
| 28.10.  | Istanbul                                                      | Patricia Maria Țig              | Kamilla Bartone Andreea Prisăcariu         |
| 28.10.  | Makinohara                                                    | Ayano Shimizu                   | Kanako Morisaki Eri Shimizu                |
| 28.10.  | Täby                                                          | Lisa Zaar                       | Stéphanie Visscher Lisa Zaar               |
| 28.10.  | Scharm asch-Schaich                                           | Katarína Kužmová                | Kim Yu-jin Lee Eun-hye                     |
| 28.10.  | Monastir                                                      | Ksenia Efremova                 | Luisa Meyer auf der Heide Julija Stamatowa |
| 28.10.  | Kayseri                                                       | Edda Mamedowa                   | Stefania Bojica Briana Szabó               |
| 28.10.  | Luque                                                         | Candela Vázquez                 | Camilla Bossi Ana Candiotto                |
| 28.10.  | Iraklion                                                      | Yasmine Kabbaj                  | Ilinca Amariei Elena Korokozidi            |

### November 2024
| Datum 1                                                    | Turnierort                                      | Siegerin Einzel                     | Siegerinnen Doppel                           |
| ---------------------------------------------------------- | ----------------------------------------------- | ----------------------------------- | -------------------------------------------- |
| 4.11.                                                      | Petingen Kyotec Open 2024                       | Céline Naef                         | Alewtina Ibragimowa Lian Tran                |
| 4.11.                                                      | Ismaning Therme Erding Open Ismaning 2024       | Susan Bandecchi                     | Aneta Kučmová Aneta Laboutková               |
| 4.11.                                                      | Veracruz W50 Britania Sport Center 2024         | Antonia Ružić                       | Hanna Chang Dalayna Hewitt                   |
| 4.11.                                                      | Miami                                           | Darja Viďmanová                     | Kayla Cross Anna Rogers                      |
| 4.11.                                                      | Hamamatsu                                       | Mei Yamaguchi                       | Hiromi Abe Akiko Ōmae                        |
| 4.11.                                                      | Solarino                                        | Joanna Garland                      | Valentini Grammatikopoulou Katarína Kužmová  |
| 4.11.                                                      | Villeneuve-d’Ascq                               | Émeline Dartron                     | Daria Frayman Marie Mattel                   |
| 4.11.                                                      | Antalya                                         | Amarissa Tóth                       | Stefania Bojica Anastasia Safta              |
| 4.11.                                                      | Scharm asch-Schaich                             | Marija Golowina                     | Marija Golowina Darja Schadtschnewa          |
| 4.11.                                                      | Monastir                                        | Wiktorija Milowanowa                | Madelief Hageman Andrė Lukošiūtė             |
| 4.11.                                                      | Iraklio                                         | Klaudija Bubelytė                   | Eleni Christofi Sapfo Sakellaridi            |
| 4.11.                                                      | Asunción                                        | Candela Vázquez                     | Luciana Moyano Camila Romero                 |
| 4.11.                                                      | Lincoln                                         | Savannah Broadus                    | Carolyn Campana Savannah Broadus             |
| 11.11.                                                     | Funchal Madeira Ladies Open 2024                | Kryszina Dsmitruk                   | Holly Hutchinson Ella McDonald               |
| 11.11.                                                     | Austin W50 Austin 2024                          | Malaika Rapolu                      | Diae El Jardi Thaisa Grana Pedretti          |
| 11.11.                                                     | Brisbane Brisbane QTC Tennis International 2024 | Destanee Aiava                      | Destanee Aiava Maddison Inglis               |
| 11.11.                                                     | Chihuahua W50 Akari 2024                        | Marija Tkatschowa                   | Haley Giavara Dalayna Hewitt                 |
| 11.11.                                                     | Solarino                                        | Joanna Garland                      | Silvia Ambrosio Sofia Rocchetti              |
| 11.11.                                                     | Nules                                           | Lavinia Tănăsie                     | Enola Chiesa Seone Mendez                    |
| 11.11.                                                     | Antalya                                         | İlay Yörük                          | Deniz Dilek Rada Solotarjowa                 |
| 11.11.                                                     | Scharm asch-Schaich                             | Lee Eun-hye                         | Yasmin Ezzat Arlinda Rushiti                 |
| 11.11.                                                     | Monastir                                        | Sakura Hosogi                       | Mia Mack Marie Vogt                          |
| 11.11.                                                     | Iraklio                                         | Ilinca Amariei                      | Dimitra Pavlou Sapfo Sakellaridi             |
| 11.11.                                                     | Clemson                                         | Emma Charney                        | Sara Daavettila Makenna Jones                |
| 11.11.                                                     | Neuquén                                         | Luisina Giovannini                  | Luisina Giovannini Marian Gómez Pezuela Cano |
| 18.11.                                                     | Takasaki Takasaki International Open 2024       | Aoi Itō                             | Momoko Kobori Ayano Shimizu                  |
| 18.11.                                                     | Boca Raton MNO Tennis Series 2024               | Whitney Osuigwe                     | Alicia Herrero Liñana Anna Rogers            |
| 18.11.                                                     | Caloundra Caloundra Tennis International 2024   | Priscilla Hon                       | Eudice Chong Wong Hong-yi                    |
| 18.11.                                                     | Trnava Empire Women’s Indoor III 2024           | Antonia Ružić                       | Dominika Šalková Julie Štruplová             |
| 18.11.                                                     | Lousada                                         | Hanne Vandewinkel                   | Julija Hatouka Schibek Qulambajewa           |
| 18.11.                                                     | Santo Domingo                                   | Clervie Ngounoue                    | Jasmijn Gimbrère Stéphanie Visscher          |
| 18.11.                                                     | Antalya                                         | Chantal Sauvant                     | Laura Böhner Anna Linn Puls                  |
| 18.11.                                                     | Scharm asch-Schaich                             | Joy de Zeeuw                        | Aglaja Fjodorowa Alissa Kjummel              |
| 18.11.                                                     | Monastir                                        | Mathilde Lollia                     | Josy Daems Mavie Österreicher                |
| 18.11.                                                     | Iraklio                                         | Dimitra Pavlou                      | Laura Svatíková Draginja Vuković             |
| 18.11.                                                     | Alcala de Henares                               | Celia Cerviño Ruiz                  | Ania Hertel Katarina Jokić                   |
| 18.11.                                                     | Córdoba                                         | Luisina Giovannini                  | Luisina Giovannini Marian Gómez Pezuela Cano |
| 25.11.                                                     |                                                 |                                     |                                              |
| Trnava Empire Women´s Indoor IV 2024                       | Tatjana Maria                                   | Madeleine Brooks Isabelle Haverlag  |                                              |
| Carrara Gold Coast Tennis International 2024               | Daria Saville                                   | Hikaru Satō Eri Shimizu             |                                              |
| Yokohama Yokohama Keio Challenger 2024                     | Aljona Falej                                    | Momoko Kobori Ayano Shimizu         |                                              |
| Wolkenstein ITF Women Val Gardena Südtirol Raiffeisen 2024 | Tyra Caterina Grant                             | Martyna Kubka Lisa Zaar             |                                              |
| Santo Domingo                                              | Olivia Lincer                                   | Haley Giavara Hiroko Kuwata         |                                              |
| Lousada                                                    | Margaux Rouvroy                                 | Katharina Hobgarski Antonia Schmidt |                                              |
| Antalya                                                    | Janice Tjen                                     | Madeleine Jessup Janice Tjen        |                                              |
| Scharm asch-Schaich                                        | Joanna Garland                                  | Loes Ebeling Koning Sarah van Emst  |                                              |
| Monastir                                                   | Sakura Hosogi                                   | Julia Adams Vicky Van de Peer       |                                              |
| Ribeirao Preto                                             | Luiza Fullana                                   | Romina Ccuno Fernanda Labraña       |                                              |

### Dezember 2024
| Datum 1             | Turnierort                                       | Siegerin Einzel                           | Siegerinnen Doppel                     |
| ------------------- | ------------------------------------------------ | ----------------------------------------- | -------------------------------------- |
| 02.12.              | Dubai Al Habtoor Tennis Challenge 2024           | Jodie Burrage                             | Anastasia Dețiuc Anastassija Tichonowa |
| 02.12.              | Tampa W50 Tampa 2024                             | Catherine McNally                         | Makenna Jones Alana Smith              |
| 02.12.              | Scharm asch-Schaich                              | Joanna Garland                            | Polina Jazenko Katarína Kužmová        |
| 02.12.              | St. Ulrich                                       | Weronika Falkowska                        | Weronika Falkowska Lisa Zaar           |
| 02.12.              | Stellenbosch                                     | Jeong Bo-young                            | Sara Borkop Dune Vaissaud              |
| 02.12.              | Antalya                                          | İlay Yörük                                | Lavinia Luciano Isabella Maria Serban  |
| 02.12.              | Melilla                                          | Cristina Díaz Adrover                     | Celine Simunyu Joëlle Steur            |
| 02.12.              | Joinville                                        | Kaylah McPhee                             | Sabastiani León Marie Mettraux         |
| 09.12.              |                                                  |                                           |                                        |
| Solapur             | Shrivalli Rashmikaa Bhamidipaty                  | Thasaporn Naklo Bunyawi Thamchaiwat       |                                        |
| Scharm asch-Schaich | Anastassija Gassanowa                            | Martyna Kubka Katarína Kužmová            |                                        |
| Stellenbosch        | Stéphanie Visscher                               | Luisa Meyer auf der Heide Vivien Sandberg |                                        |
| Antalya             | Denislawa Gluschkowa                             | Laura Böhner Ruth Roura Llaverias         |                                        |
| Wellington          | Janice Tjen                                      | Monique Barry Merel Hoedt                 |                                        |
| Mogi das Cruzes     | Ana Candiotto                                    | Fernanda Labraña Antonia Vergara Rivera   |                                        |
| 16.12.              | Navi Mumbai Navi Mumbai Open ITF 50K 2024        | Priska Madelyn Nugroho                    | Kanako Morisaki Naho Satō              |
| 16.12.              | Tauranga                                         | Janice Tjen                               | Hiromi Abe Shiho Akita                 |
| 16.12.              | Antalya                                          | Alissa Oktjabrewa                         | Stefania Bojica Anastasia Safta        |
| 23.12.              | Ahmedabad                                        | Vaishnavi Adkar                           | Vaishnavi Adkar Pooja Ingale           |
| 23.12.              | Antalya                                          | Mina Hodzic                               | Doppelkonkurrenz abgebrochen           |
| 30.12.              | Nonthaburi ITF World Tennis Tour Nonthaburi 2025 | Kyōka Okamura                             | Maria Mateas Alana Smith               |
| 30.12.              | Nairobi                                          | Joanna Garland                            | Sada Nahimana Rinon Okuwaki            |